# Kruiskerk

Grieks kruis

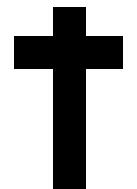
Latijns kruis

Een kruiskerk is een kerkgebouw waarvan de plattegrond een kruisvorm heeft door de aanwezigheid van een dwarsbeuk (transept) tussen het schip en het koor. De eenvoudigste kruiskerk is een eenbeukig gebouw waarvan de plattegrond de vorm van een Grieks kruis dan wel een Latijns kruis heeft. Het punt waar schip en dwarsbeuk elkaar snijden wordt de kruising genoemd en wordt vaak bekroond door een viering- of kruisingtoren of -koepel. Een kruiskerk met een vieringkoepel wordt een kruiskoepelkerk genoemd.
De kruiskerk is sinds de romaanse stijl een veel gebruikte bouwvorm voor katholieke kerken. Een kerk zonder transept of rechthoekige kerk wordt een zaalkerk genoemd.
Een variant op de kruiskerk die vooral bij protestantse kerkenbouw werd toegepast, heeft de vorm van een Grieks kruis, met armen van gelijke lengte. Hierdoor werd een centraliserende plattegrond verkregen met een optimaal zicht op de centraal geplaatste preekstoel.

## Oriëntering
Een kerk is veelal in samenhang gebracht met de grote wijde wereld op basis van de zogenaamde oriëntering. Dit houdt in het richten van een gebouw op een bepaald punt dat in religieus opzicht belangrijk wordt gevonden. Bij een kerk is dit oriëntatie op het oosten bij het gebed. Vanaf de derde eeuw is deze gewoonte gebaseerd op bijbels-symbolische gronden: Christus als 'Licht van de Wereld' en de 'Zon der Gerechtigheid' (vergelijk Maleachi 4:2, Lucas 1:78 en Johannes 8:12) en de verwachting van de wederkomst van Christus uit het oosten (Matteüs 24:27 en Openbaringen 7:2). Vandaar dat het koor bijna altijd op het oosten is gericht, omdat dit het deel van de kerk is waar de Mis, het belangrijkste onderdeel van de rooms-katholieke eredienst, wordt gehouden. Voor de 12e eeuw is overigens op basis van dezelfde gedachte ook het omgekeerde gebeurd: het koor in het westen en de ingang in het oosten (zie bijvoorbeeld de Sint-Jan van Lateranen in Rome). Wat tot effect had dat bij sommige gebeden iedereen de rug keerde naar de priester en richting het oosten bad, richting de ingang. De Reformatie heeft het principe van oriëntering overigens niet aanvaard.

## Plattegrond

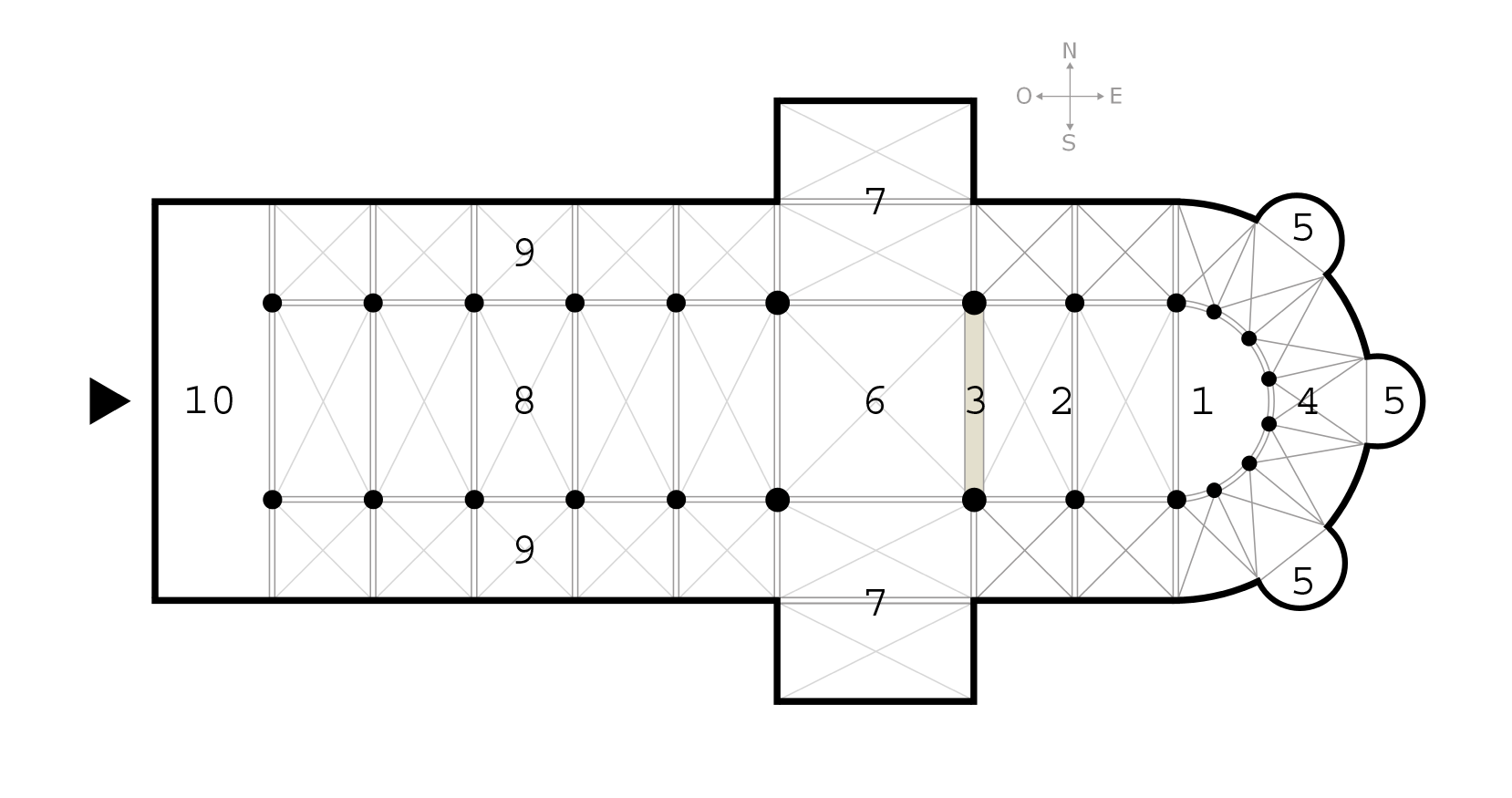
plattegrond gotische kerk met getallen

Een kruiskerk, zoals die in de romaanse en gotische bouwkunst veel gebouwd zijn, bestaat uit de volgende onderdelen:
1. koorsluiting (apsis);
2. priesterkoor;
3. doksaal;
4. kooromgang;
5. straalkapellen;
6. kruising of viering;
7. transept;
8. schip of middenschip;
9. zijbeuken;
10. narthex.

Bij de meeste romaanse kerken bestaan de zijbeuken en het schip uit verschillende traveeën, het deel van de zijbeuk of het schip tussen twee opvolgende kolommen (op de plattegrond bestaan de zijbeuk en het middenschip uit vijf traveeën). In sommige kerken is boven de kruising of viering een zogeheten vieringtoren gebouwd. Indien de vieringtoren een koepel heeft wordt de kerk een kruiskoepelkerk genoemd. Een ander veelvoorkomend onderdeel van de kerk is een crypte. Deze bevindt zich vaak onder het koor en de apsis in de kerk, maar soms ook wel onder de gehele kerk, zoals bij de Sacré-Cœur in Parijs.
De crypte is toegankelijk vanuit de kerk zelf of van buiten de kerk.
Grotere romaanse kerken hebben niet alleen bredere en hogere zijbeuken en schip, maar hebben soms ook aan beide zijden twee zijbeuken of hebben langs de zijbeuken een rij kapellen voor heiligen.

## Voorbeelden van kruiskerken

### Nederland

#### eenbeukige kruiskerken
- Petruskerk in Zuidbroek, Groningen;
- Donatuskerk in Leermens, Groningen;
- Kruiskerk in Maarssen, Utrecht
- Kruiskerk in Heerenveen, Friesland

#### meerbeukige kruiskerken
- Sint-Servaasbasiliek (Maastricht);
- Basiliek van Onze-Lieve-Vrouw van het Heilig Hart Sittard;
- Sint-Willibrordusbasiliek (Hulst);
- Sint-Corneliuskerk (Achtmaal);
- St.-Janskerk Gouda;
- Sint-Janskathedraal in 's-Hertogenbosch;
- Grote of Onze-Lieve-Vrouwekerk (Breda);
- Sint-Maartenskerk (Zaltbommel).
- Kruiskerk (Bergum)
- Grote of Sint-Nicolaaskerk (Elburg)
- Heuvelse kerk (Tilburg)

### België
- Onze-Lieve-Vrouwekathedraal te Antwerpen
- Sint-Martinuskerk (Aalst)
- Parochiekerk Sint-Jozef (Aalst)

### Duitsland
- Dom van Keulen

### Internationaal
- Qalat Siman, de kerk van Simeon de Pilaarheilige